# تپه جوب کلان
تپه جوب کلان مربوط به دوران پیش از تاریخ ایران باستان - است و در شهرستان بروجرد، بخش مرکزی، روستای کلان واقع شده و این اثر در تاریخ ۲۴ اسفند ۱۳۸۳ با شمارهٔ ثبت ۱۱۶۸۹ به‌عنوان یکی از آثار ملی ایران به ثبت رسیده است.